# Södra Slottstjärnarna
Södra Slottstjärnarna är en sjö i Hällefors kommun i Västmanland och ingår i Göta älvs huvudavrinningsområde. Södra Slottstjärnarna ligger i Murstensdalen Natura 2000-område.